# Tom Selleck
Thomas William Selleck (Detroit, Míchigan, 29 de enero de 1945), conocido como Tom Selleck, es un actor, guionista y productor estadounidense, ganador de diversos premios, entre ellos el Globo de Oro y el Emmy. Sus papeles más famosos son el personaje principal de la serie de televisión Magnum P.I. y el Comisionado de la Policía de la ciudad de Nueva York en Blue Bloods (Sangre Azul).

## Biografía
Selleck nació en Detroit en 1945. Sus padres fueron Robert Selleck (1921-2001) y su esposa, Martha Jagger (1921-2017). Siendo niño, su familia se mudó a Sherman Oaks. Tom tiene dos hermanos y una hermana: Robert (n. 1944), Daniel (n. 1950) y Martha. Tom se graduó de la Grant High School (Los Ángeles, California) en 1962.
Asistió a la Universidad de California del Sur con una beca de baloncesto y fue miembro de la fraternidad Sigma Chi. Uno de sus profesores le sugirió dedicarse a la actuación. Siguiendo el consejo, estudió en Beverly Hills Playhouse bajo la supervisión de Milton Katselas.
Selleck sirvió en la Guardia Nacional de California y también en el ejército durante los Disturbios de Watts.
Selleck comenzó su carrera con pequeños papeles en diferentes películas, como la controvertida comedia sobre transexualidad Myra Breckinridge (con un heterogéneo elenco que incluía a Mae West, John Huston, Raquel Welch y una debutante Farrah Fawcett) y The Seven Minutes, de Russ Meyer. También apareció en algunas series, miniseries y telefilmes. Selleck tuvo también un rol como Lance White en The Rockford Files, un drama televisivo de los años setenta.
Irónicamente, y después de años de poco interés en la actuación, fue llamado para actuar en Magnum, P.I. y para encarnar a Indiana Jones en Raiders of the Lost Ark en el mismo año. Los productores de Magnum, P.I. no dejaron al actor filmar la película inicial de la saga de Indiana Jones, por lo que el papel de aventurero recayó en Harrison Ford.
Protagonizó el telefilme de 1979 Concrete Cowboy junto a Jerry Reed. También estelarizó varias películas antes y después de Magnum; entre los más notables roles del actor se destacan un detective en Runaway (1984), un padre a la fuerza en Tres hombres y un bebé (1987), Monte Walsh (2003), Crossfire Trail (2001) y un vaquero estadounidense en la australiana Quigley Down Under (1990). Otros filmes incluyen Three Men and a Little Lady (1990), High Road to China (1983), Lassiter (1984), Her Alibi en 1989, junto con la modelo Paulina Porizkova, An Innocent Man (1989) que alberga una de sus mejores actuaciones, Folks! (1992), Christopher Columbus: The Discovery (1992), Mr. Baseball (1992), In & Out (1997) y The Love Letter (1999).

## Filmografía

### Cine
| Año  | Título                                        | Personaje                    | Notas               |
| ---- | --------------------------------------------- | ---------------------------- | ------------------- |
| 1970 | Myra Breckinridge                             | Stud                         |                     |
| 1972 | Daughters of Satan                            | James Robertson              |                     |
| 1973 | Terminal Island                               | Dr. Milford                  |                     |
| 1976 | Midway (La batalla de Midway)                 | Ayuda del Capt. Cyril Simard |                     |
| 1977 | The Washington Affair                         | Jim Hawley                   |                     |
| 1978 | Coma                                          | Sean Murphy                  |                     |
| 1978 | Superdome                                     | Jim McCauley                 |                     |
| 1978 | The Gypsy Warriors                            | Capitán Theodore Brinkenhoff |                     |
| 1979 | Concrete Cowboys                              | Will Eubanks                 |                     |
| 1982 | Divorce Wars: A Love Story                    | Jack Sturgess                |                     |
| 1982 | The Shadow Riders                             | Mac Tavern                   |                     |
| 1983 | High Road to China                            | Patrick O' Malley            |                     |
| 1984 | Lassiter                                      | Nick Lassiter                |                     |
| 1984 | Runaway                                       | Sgt. Jack R. Ramsay          |                     |
| 1987 | Three Men and a Baby (Tres hombres y un bebé) | Peter Mitchell               |                     |
| 1989 | Her Alibi                                     | Phil Blackwood               |                     |
| 1989 | Un hombre inocente                            | Jimmie Rainwood              |                     |
| 1990 | Quigley Down Under                            | Matthew Quigley              |                     |
| 1990 | Three Men and a Little Lady                   | Peter Mitchell               |                     |
| 1992 | Folks!                                        | Jon Aldrich                  |                     |
| 1992 | Christopher Columbus: The Discovery           | Fernando II de Aragón        |                     |
| 1992 | Mr. Baseball                                  | Jack Elliot                  |                     |
| 1995 | Open Season                                   | Rock Maninoff                |                     |
| 1996 | Kids for Character: Choices Count             | Él mismo (Anfitrión)         | Película para vídeo |
| 1996 | The Magic of Flight                           | Narrador                     | Documental          |
| 1997 | In & Out                                      | Peter Malloy                 |                     |
| 1999 | The Love Letter                               | George Matthias              |                     |
| 2007 | Meet the Robinsons                            | Cornelius Robinson           | Voz                 |
| 2010 | Killers                                       | Sr. Kornfeldt                |                     |

- The Seven Minutes (1971)
- Sons Of God (1973)
- Shadow of Fear (1973)
- Guilty As Hell (1990)
- The Magic of Flight (1996) (cortometraje) (narrador)

### Televisión
| Año              | Título                                                       | Personaje                                   | Notas                                                                     |
| ---------------- | ------------------------------------------------------------ | ------------------------------------------- | ------------------------------------------------------------------------- |
| 1969             | Lancer                                                       | Dobie                                       | Episodio: "Death Bait"                                                    |
| 1969             | Judd for the Defense                                         | Deputy                                      | Episodio: The Holy Ground: The Killing Parts 1 & 2                        |
| 1970             | The Movie Murderer                                           | Mike Beaudine                               | Película de televisión                                                    |
| 1971             | Sarge                                                        | Capitán Denning                             | Episodio: "The Combatants"                                                |
| 1973             | The Wide World of Mystery                                    | Mark Brolin                                 | Episodio: "Shadow of Fear"                                                |
| 1973             | The FBI                                                      | Steve                                       | Episodio: "The Confession"                                                |
| 1973             | Owen Marshall: Counselor at Law                              | Brinkley                                    | Episodio: "Snatches of a Crazy Song"                                      |
| 1974             | Marcus Welby, M.D.                                           | Ten. Rogers                                 | Episodio: "Feedback"                                                      |
| 1974             | A Case of Rape                                               | Stan                                        | Película de televisión                                                    |
| 1975             | Returning Home                                               | Fred Derry                                  |                                                                           |
| 1974–1975 & 2005 | The Young and the Restless                                   | Jed Andrews                                 | Episodios desconocidos                                                    |
| 1975             | Marcus Welby, M.D.                                           | Sgt. Ed Brock                               | Episodios: Dark Fury Parts 1 & 2                                          |
| 1975             | Mannix                                                       | Don Brady                                   | Episodio: "Design for Dying"                                              |
| 1975             | The Streets of San Francisco                                 | Jimmy Desco                                 | Episodio: "Spooks for Sale"                                               |
| 1976             | Most Wanted                                                  | Tom Roybo                                   | Episodio: "Pilot"                                                         |
| 1976             | Charlie's Angels                                             | Dr. Alan Samuelson                          | Episodio: "Target: Angels"                                                |
| 1977             | Bunco                                                        | Gordean                                     | Película de televisión                                                    |
| 1978             | Taxi                                                         | Mike Beldon                                 | Episodio: "Memories of Cab 804: Part 2"                                   |
| 1978 & 1979      | The Rockford Files                                           | PI Lance White                              | Episodios: "White on White and Nearly Perfect", & "Nice Guys Finish Dead" |
| 1979             | The Chinese Typewriter                                       | Tom Boston                                  | Película de televisión                                                    |
| 1979             | The Sacketts                                                 | Orrin Sackett                               |                                                                           |
| 1979             | Concrete Cowboys                                             | Will Eubanks                                | Película de televisión                                                    |
| 1980–1988        | Magnum, P.I.                                                 | Thomas Sullivan Magnum IV                   | Personaje principal. 162 Episodios                                        |
| 1981             | Christmas in Hawaii                                          | Él mismo                                    | Película de televisión                                                    |
| 1982             | Simon & Simon                                                | Thomas Magnum                               | Episodio: "Emeralds Are Not a Girl's Best Friend"                         |
| 1982             | The Shadow Riders                                            | Mac Traven                                  | Película de televisión                                                    |
| 1983             | James Bond: The First 21 Years                               | Él mismo                                    | Documental                                                                |
| 1984             | Muppet Babies                                                | Él mismo                                    | Episodio: "What Do You Want to Be When You Grow Up?"                      |
| 1986             | Murder, She Wrote                                            | Thomas Magnum                               | Episodio: "Magnum on Ice: Part 2" (T3, Epi 8)                             |
| 1988             | The World's Greatest Stunts: A Tribute to Hollywood Stuntmen | Él mismo                                    | Documental                                                                |
| 1995             | Broken Trust                                                 | Juez Timothy Nash                           |                                                                           |
| 1996             | Ruby Jean and Joe                                            | Joe Wade                                    |                                                                           |
| 1996             | Way Out West                                                 | Él mismo                                    |                                                                           |
| 1996–1997 & 2000 | Friends                                                      | Dr. Richard Burke                           | 10 Episodios                                                              |
| 1997             | Big Guns Talk: The Story of the Western                      | Él mismo                                    | Documental                                                                |
| 1997             | Last Stand at Saber River                                    | Paul Cable                                  | Película de televisión                                                    |
| 1998             | The Closer                                                   | Jack McLaren                                | 10 Episodios                                                              |
| 2000             | Running Mates                                                | Gob. James Reynolds Pryce                   | Película de televisión                                                    |
| 2001             | Crossfire Trail                                              | Rafael "Rafe" Covington                     |                                                                           |
| 2003             | Touch 'Em All McCall                                         | Touch McCall                                |                                                                           |
| 2003             | Monte Walsh                                                  | Monte Walsh                                 |                                                                           |
| 2003             | Twelve Mile Road                                             | Stephen Landis                              |                                                                           |
| 2003             | Time Machine: When Cowboys Were King                         | Él mismo                                    | Documental                                                                |
| 2004             | Biography                                                    | Narrador                                    | Documental. Episodio: "Dwight D. Eisenhower: Supreme Commander-in-Chief"  |
| 2004             | Reversible Errors                                            | Larry Starczek                              | Película de televisión                                                    |
| 2004             | Ike: Countdown to D-Day                                      | Gen. Dwight D. Eisenhower                   |                                                                           |
| 2005             | Stone Cold (Cadena homicida [Esp])                           | Jesse Stone                                 |                                                                           |
| 2006             | Boston Legal                                                 | Ivan Tiggs                                  | 4 Episodios                                                               |
| 2006             | Jesse Stone: Night Passage                                   | Jesse Stone                                 | Película de televisión                                                    |
| 2006             | Jesse Stone: Death in Paradise                               |                                             |                                                                           |
| 2007             | Jesse Stone: Sea Change                                      |                                             |                                                                           |
| 2007–2008        | Las Vegas                                                    | A.J. Cooper                                 | 19 Episodios                                                              |
| 2009             | Jesse Stone: Thin Ice                                        | Jesse Stone                                 | Película de televisión                                                    |
| 2010             | Jesse Stone: No Remorse                                      |                                             |                                                                           |
| 2010–present     | Blue Bloods                                                  | Comisionado de policía de NYPD Frank Reagan | Personaje principal                                                       |
| 2011             | Jesse Stone: Innocents Lost                                  | Jesse Stone                                 | Película de televisión                                                    |
| 2012             | Jesse Stone: Benefit of the Doubt                            |                                             |                                                                           |
| 2013             | North America                                                | Narrador                                    | 7 Episodios                                                               |
| 2014             | Arnie                                                        |                                             | 3 Episodios                                                               |
| 2015             | Jesse Stone: Lost in Paradise                                | Jesse Stone                                 | Película de televisión                                                    |
| 2021             | Friends: The Reunion                                         | Él mismo                                    | HBO Max                                                                   |

- Gossip Girl como Detective Ryan
- The Sacketts and The Shadow Riders en 1979 y 1982

## Premios y nominaciones
| Año  | Otorga                           | Premio                                                     | Trabajo                             | Resultado |
| ---- | -------------------------------- | ---------------------------------------------------------- | ----------------------------------- | --------- |
| 1981 | People's Choice Awards           | Actor favorito en una Nueva Serie de televisión            | Magnum P.I.                         | Ganó      |
| 1982 | Golden Globe Awards              | Mejor Actor – Serie de Televisión de Drama                 | Magnum P.I.                         | Nominado  |
| 1982 | Primetime Emmy Awards            | Destacado Actor principal en una Serie de Drama            | Magnum P.I.                         | Nominado  |
| 1983 | Golden Globe Awards              | Mejor Actor – Serie de Televisión de Drama                 | Magnum P.I.                         | Nominado  |
| 1983 | People's Choice Awards           | Intérprete de televisión masculino favorito                | Magnum P.I.                         | Ganó      |
| 1983 | Primetime Emmy Awards            | Destacado Actor principal en una Serie de Drama            | Magnum P.I.                         | Nominado  |
| 1984 | Golden Globe Awards              | Mejor Actor – Serie de Televisión de Drama                 | Magnum P.I.                         | Nominado  |
| 1984 | People's Choice Awards           | Intérprete de televisión masculino favorito                | Magnum P.I.                         | Ganó      |
| 1984 | Primetime Emmy Awards            | Destacado Actor principal en una Serie de Drama            | Magnum P.I.                         | Ganó      |
| 1985 | Golden Globe Awards              | Mejor Actor – Serie de Televisión de Drama                 | Magnum P.I.                         | Ganó      |
| 1985 | People's Choice Awards           | Intérprete de televisión masculino favorito                | Magnum P.I.                         | Ganó      |
| 1985 | Primetime Emmy Awards            | Destacado Actor principal en una Serie de Drama            | Magnum P.I.                         | Nominado  |
| 1986 | Golden Globe Awards              | Mejor Actor – Serie de Televisión de Drama                 | Magnum P.I.                         | Nominado  |
| 1986 | Primetime Emmy Awards            | Destacado Actor principal en una Serie de Drama            | Magnum P.I.                         | Nominado  |
| 1987 | Golden Globe Awards              | Mejor Actor – Serie de Televisión de Drama                 | Magnum P.I.                         | Nominado  |
| 1988 | Golden Globe Awards              | Mejor Actor – Serie de Televisión de Drama                 | Magnum P.I.                         | Nominado  |
| 1993 | Golden Raspberry Awards          | Peor Actor                                                 | Folks!                              | Nominado  |
| 1993 | Golden Raspberry Awards          | Peor Actor                                                 | Christopher Columbus: The Discovery | Ganó      |
| 1998 | Blockbuster Entertainment Awards | Actor de soporte favorito – Comedia                        | In & Out                            | Nominado  |
| 1998 | MTV Movie Awards                 | Mejor beso (compartido con Kevin Kline)                    | In & Out                            | Nominado  |
| 2000 | Primetime Emmy Awards            | Destacado Actor invitado en una Serie de Comedia           | Friends                             | Nominado  |
| 2005 | People's Choice Awards           | Icono de televisión favorito                               | Himself                             | Nominado  |
| 2007 | Primetime Emmy Awards            | Destacado Actor principal en una Serie Limitada o Película | Jesse Stone: Sea Change             | Nominado  |
| 2007 | Satellite Awards                 | Mejor Actor – Miniserie o Película de televisión           | Jesse Stone: Sea Change             | Nominado  |
| 2017 | People's Choice Awards           | Actor de Drama de televisión criminalista favorito         | Blue Bloods                         | Nominado  |